# آملیا بلومر
آملیا جنکس بلومر (۲۷ مه ۱۸۱۸&– ۳۰ دسامبر ۱۸۹۴) ویراستار روزنامه آمریکایی و طرفدار حقوق زنان و نهضت مخالفت با مصرف الکل بود. اگرچه او سبک اصلاح پوشاک زنان که به عنوان بلومرها شناخته می‌شود را ایجاد نکرد، اما نام او به دلیل حمایت اولیه و قوی‌اش با آن مرتبط شد. در کار خود با لیلی، او اولین زنی شد که یک روزنامه برای زنان را مالک، اداره و ویرایش کرد.

## اوایل زندگی
آملیا جنکس در سال ۱۸۱۸ در هومر، نیویورک، به دنیا آمد، به والدینش آنانیاس جنکس و لوسی (وب) جنکس. او یکی از کوچک‌ترین اعضای خانواده بزرگش بود و حداقل ۴ خواهر و ۲ برادر داشت. او از یک خانواده با وضعیت مالی متوسط بود و تنها چند سال آموزش رسمی در مدرسه منطقه‌ای محلی دریافت کرد.

## حرفه
پس از مدت کوتاهی به عنوان معلم مدرسه در سن ۱۷ سالگی، تصمیم گرفت جابجا شود و به خانه خواهر تازه ازدواج کرده‌اش الویرا که در واترلو زندگی می‌کرد، نقل مکان کرد. در عرض یک سال، او به خانه خانواده اورن چمبرلین در سِنِکا فالز نقل مکان کرد تا به عنوان معلم خانگی برای سه فرزند کوچک‌تر آن‌ها عمل کند.
در ۱۵ آوریل ۱۸۴۰، هنگامی که ۲۲ ساله بود، با دانشجوی حقوق دکستر بلومر ازدواج کرد که او را تشویق کرد برای روزنامه خود در نیویورک، سنکا فالز کانتی کوریر بنویسد. بلومر از فعالیت‌های او حمایت کرد؛ او حتی به عنوان بخشی از نهضت مخالفت با مصرف الکل، از نوشیدن الکل دست کشید.
او سال‌های اولیه زندگی خود را در شهرستان کورتلند، نیویورک گذراند. بلومر و خانواده‌اش در سال ۱۸۵۲ به آیووا نقل مکان کردند.

## فعالیت‌های اجتماعی
در سال ۱۸۴۸، بلومر در کنوانسیون سنکا فالز، اولین کنوانسیون حقوق زنان شرکت کرد، اگرچه به دلیل ارتباط عمیق او با کلیسای اسقفی، اعلامیه احساسات و قطعنامه‌های بعدی را امضا نکرد. این جلسه انگیزه‌ای برای او شد تا روزنامه‌اش را راه‌اندازی کند.
سال بعد، او به ویرایش اولین روزنامه توسط و برای زنان، لیلی پرداخت. این روزنامه که از سال ۱۸۴۹ تا ۱۸۵۳ به صورت دو هفته‌نامه منتشر می‌شد، به عنوان یک مجله نهضت مخالفت با مصرف الکل آغاز به کار کرد، اما به تدریج محتوایی گسترده‌تر از دستورهای غذایی تا مطالب اخلاقی را دربر گرفت، به ویژه زمانی که تحت تأثیر سافرجیست‌ها الیزابت کدی استنتون و سوزان بی آنتونی قرار گرفت. بلومر احساس می‌کرد که از آنجا که سخنرانی زنان نامناسب به نظر می‌رسید، نوشتن بهترین راه برای زنان برای کار برای اصلاحات است. در اصل، قرار بود لیلی برای «توزیع خانگی» در میان اعضای انجمن نهضت مخالفت با مصرف الکل بانوان سنکا فالز که در سال ۱۸۴۸ تشکیل شده بود، باشد و در نهایت به تیراژی بیش از ۴۰۰۰ نسخه رسید. این روزنامه در اوایل با موانع متعددی مواجه شد و اشتیاق انجمن کم‌رنگ شد. بلومر تعهد به انتشار را احساس کرد و مسئولیت کامل ویرایش و انتشار روزنامه را بر عهده گرفت. در ابتدا، صفحه عنوان شامل عبارت «توسط یک کمیته از بانوان منتشر شده است.» اما بعد از سال ۱۸۵۰، تنها نام بلومر در سرصفحه ظاهر شد. این روزنامه الگویی برای نشریات بعدی با تمرکز بر حق رأی زنان بود.